# August Menken
August Menken (ur. 23 czerwca 1858 w Kolonii, zm. 18 września 1903 w Berlinie) – niemiecki architekt epoki historyzmu.

## Życiorys
Był synem prawnika Clemensa Menkena i Marii zd. Wiese. Do szkół uczęszczał w Kolonii, następnie w latach 1877–1882 studiował architekturę w Akademii Budownictwa (niem. Bauakademie) w Berlinie, m.in. pod kierownictwem prof. Carla Schäfera, otrzymując tytuł budowniczego (niem. Baumeister). Od 1883 był członkiem Towarzystwa Architektów i Inżynierów w Berlinie. W latach 1884–1886 uzupełniał studia, następnie spędził pół roku w Królewcu. W latach 1887–1888 przebywał na stypendium we Włoszech. Po ponownym pobycie w Kolonii, w 1890 osiadł w Berlinie, gdzie działał w służbie państwowej, a od 1892 jako architekt prywatny.
Został pochowany na cmentarzu Melaten w Kolonii. Był żonaty z Marią z d. Kellner, z którą mieli pięcioro dzieci. Spośród nich syn Theodor Menken (1893–1955), był filozofem, ale również działał jako architekt w Kolonii.

## Twórczość
Był przedstawicielem późnej fazy historyzmu, ze szczególnym upodobaniem do neogotyku, nawiązującego do szkoły nadreńskiej i hanowersko-berlińskiej. W budowlach sakralnych stosował też formy neoromańskie, niekiedy jedne i drugie, w projektach świeckich neorenesansowe i neobarokowe. Ogółem znanych jest jego 61 projektów na terenie niemal całych Niemiec, w tym 20 kościołów (przeważnie katolickich), jednak nie wszystkie zostały zrealizowane.

### Dzieła
Wybrane zrealizowane projekty Augusta Menkena:
- kościół św. Józefa w Essen(inne języki) (wzniesiony w latach 1894–1896)
- bazylika św. Jana w Berlinie – neoromański katolicki kościół garnizonowy z lat 1894–1897 (obecnie siedziba biskupa polowego Bundeswehry i Polskiej Misji Katolickiej)
- kościół św. Ludwika w Berlinie(inne języki), neogotycki (1895–1897)
- kościół Niepokalanego Serca Najświętszej Maryi Panny w Grudziądzu (1896–1898)
- budynek katolickiego szpitala Najświętszej Maryi Pannyw Gdańsku (1898–1900)[1]
- kościół różańcowy w Bad Neuenahr-Ahrweiler(inne języki) z lat 1898–1901
- kościół Świętego Józefa Oblubieńca Najświętszej Maryi Panny w Obornikach (1899–1901)
- kościół św. Antoniego we Frankfurcie nad Menem(inne języki) (wzniesiony w latach 1899–1900)
- klasztor Betlejem w Koblencji(inne języki) (ukończony w 1904 roku)
- kościół św. Franciszka z Asyżu w Gdańsku z lat 1904–1906
- kościół św. Józefa w Rudzie Śląskiej, neoromański, zrealizowany w latach 1904–1905
- kościół Najświętszego Serca Pana Jezusa w Dreźnie(inne języki) (ukończony w 1905 roku)

## Galeria realizacji

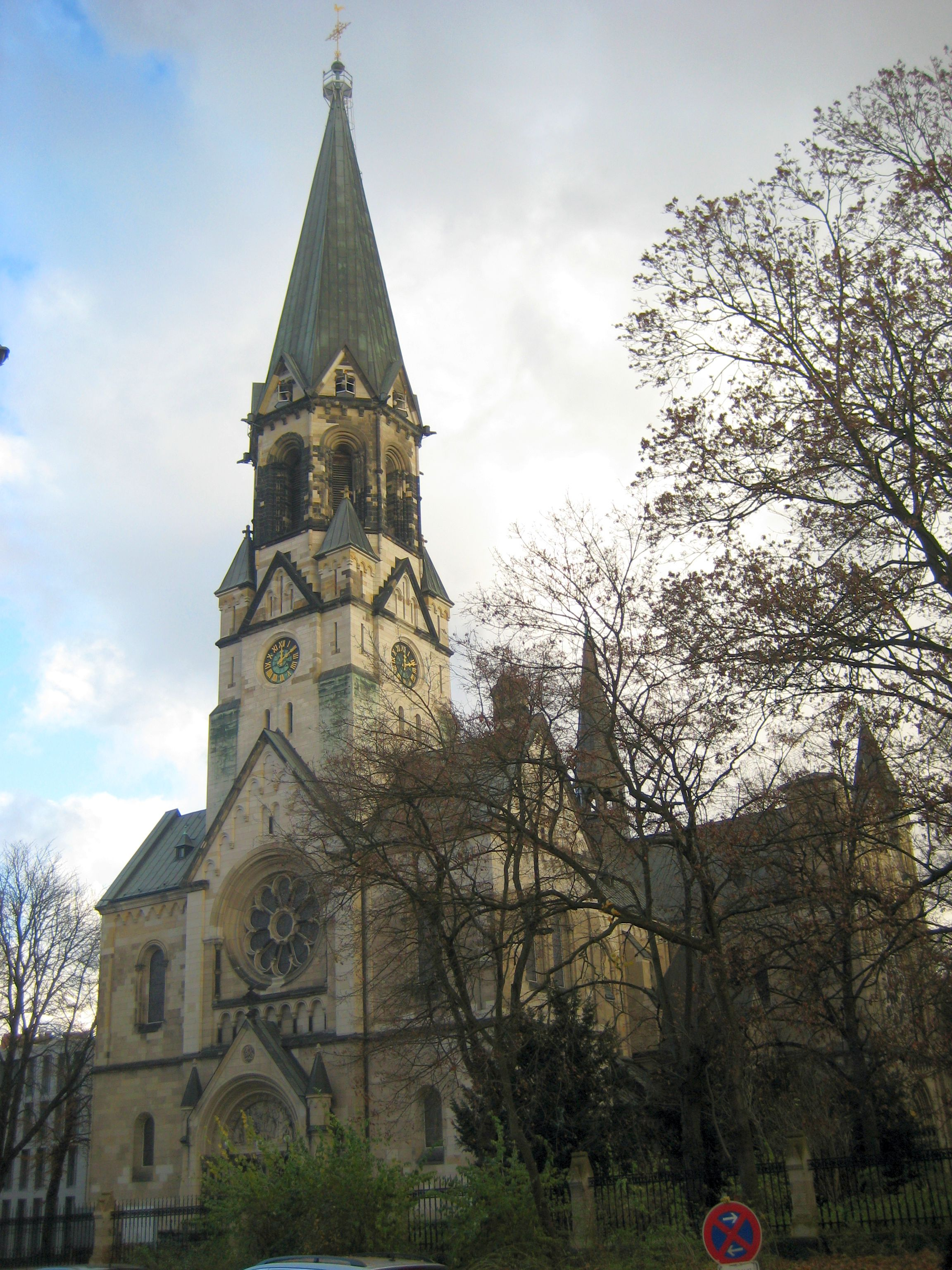
bazylika św. Jana w Berlinie
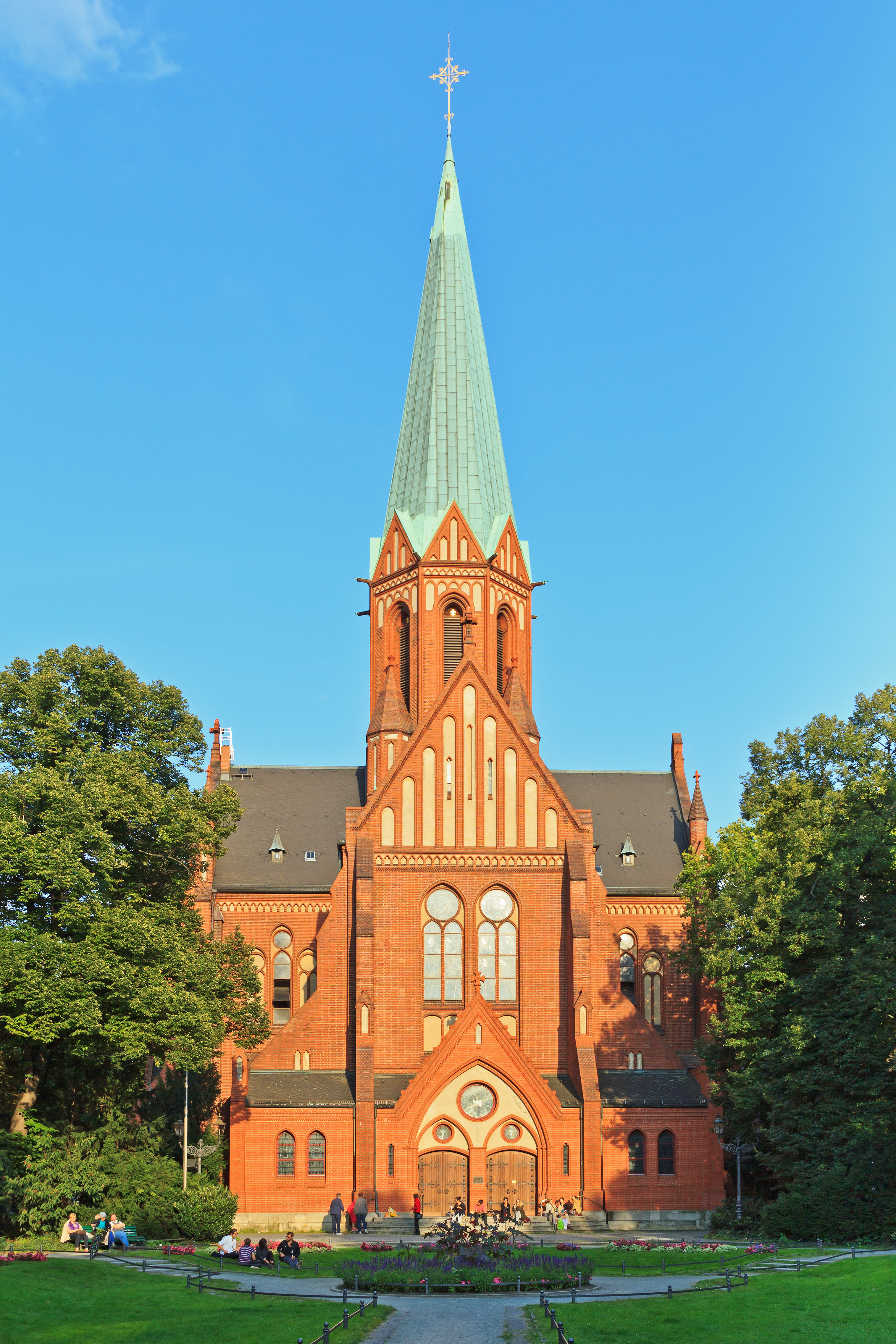
kościół św. Ludwika w Berlinie-Wilmersdorfie
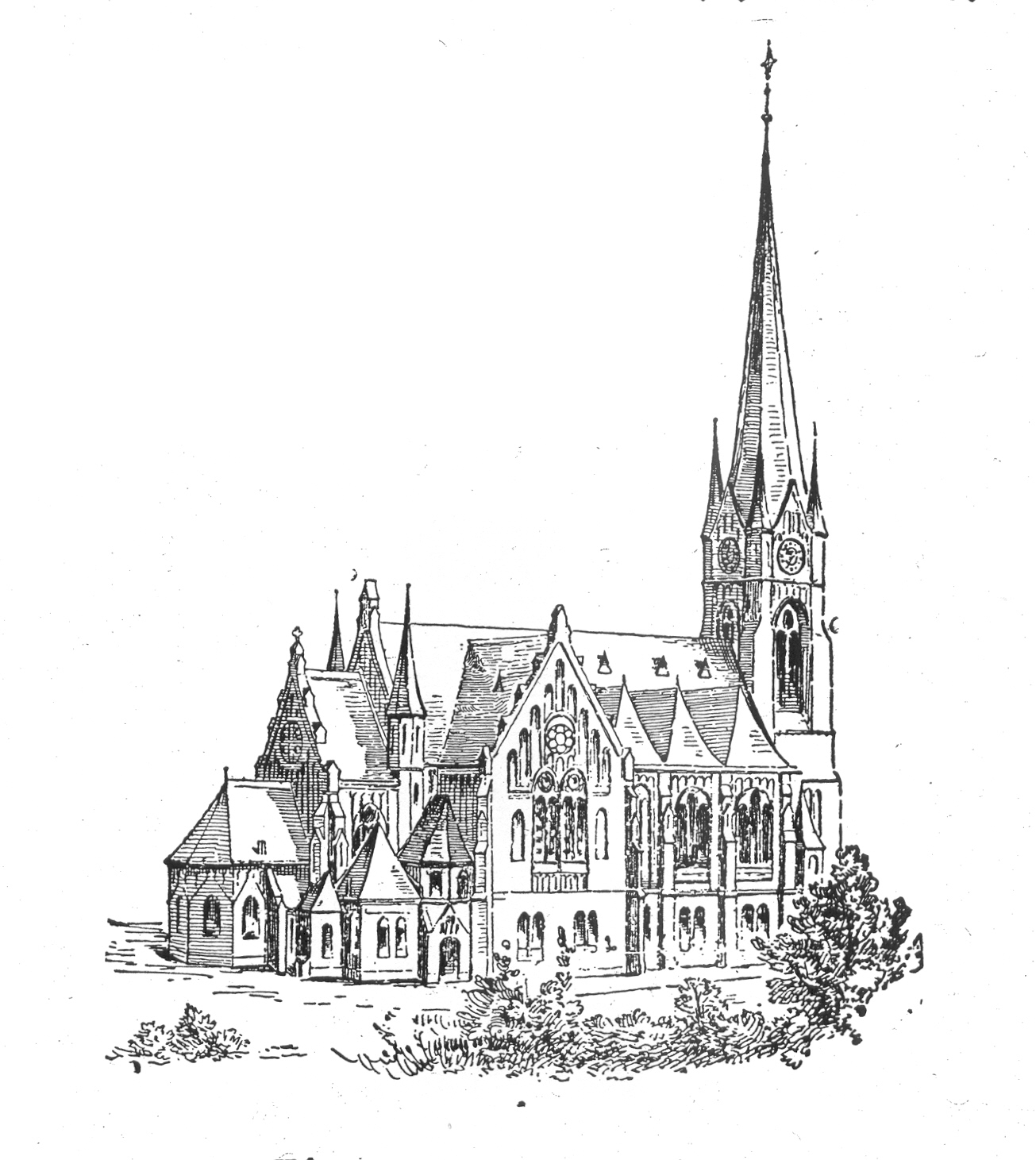
dawny kościół ewangelicki w Grudziądzu (widok z pocz. XX w.)
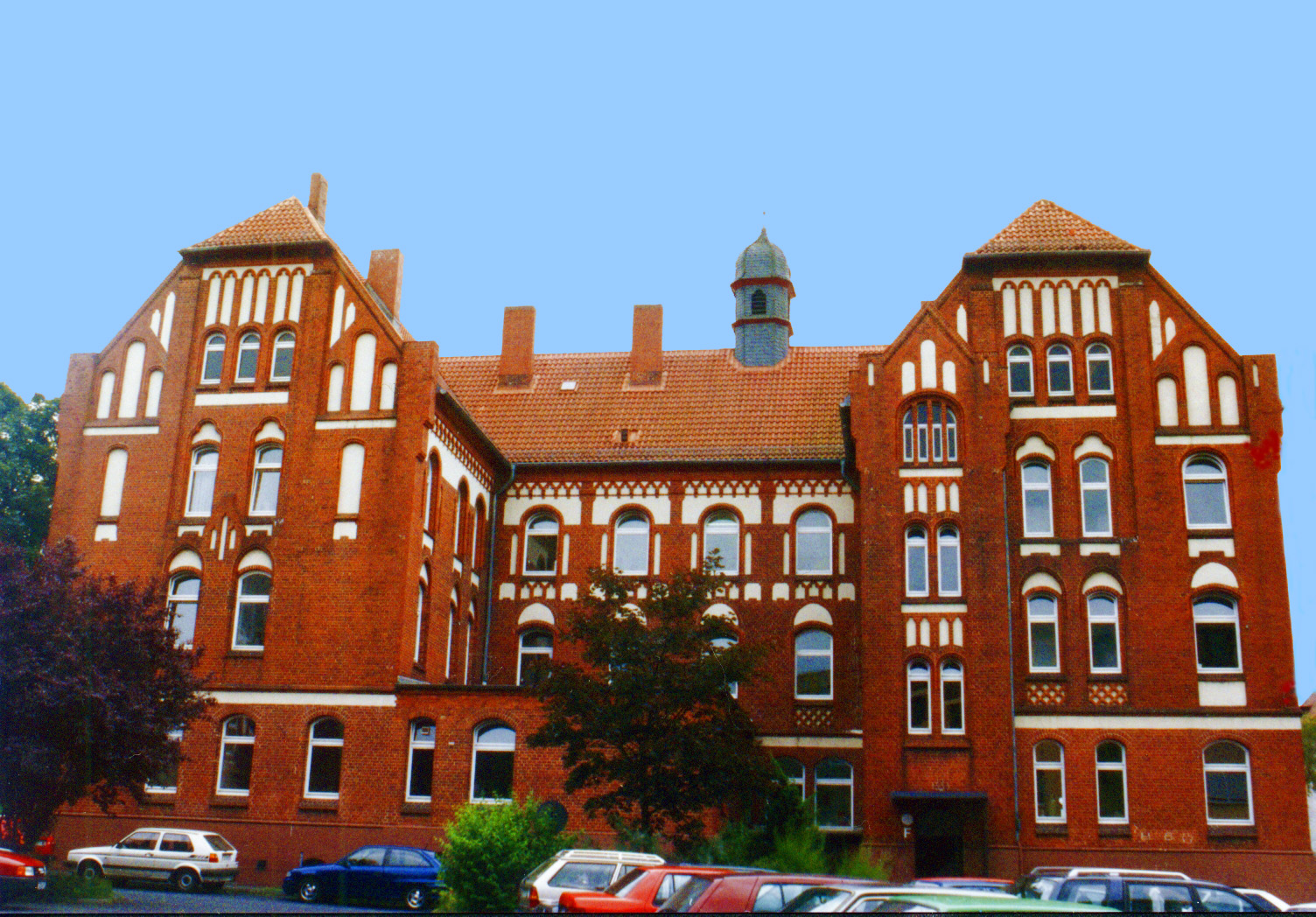
budynek kasyna w Fuldzie
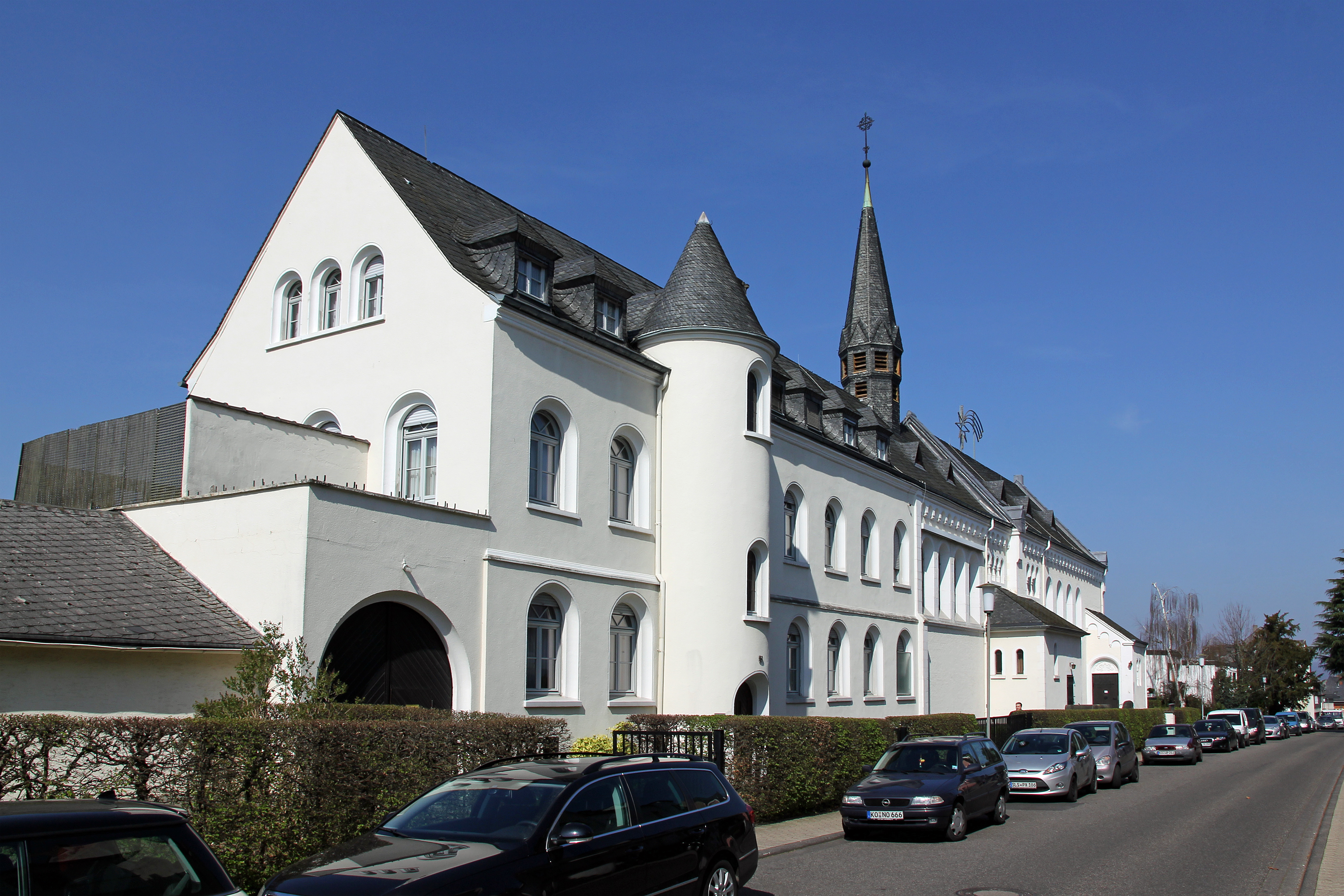
klasztor w Koblencji